# NGC 3220
NGC 3220 је спирална галаксија у сазвежђу Велики медвед која се налази на NGC листи објеката дубоког неба.
Деклинација објекта је + 57° 1' 36" а ректасцензија 10h 23m 44,7s. Привидна величина (магнитуда) објекта NGC 3220 износи 13,1 а фотографска магнитуда 13,9. NGC 3220 је још познат и под ознакама IC 604, UGC 5614, MCG 10-15-73, CGCG 290-34, PGC 30462.